# Ooty Radio Telescope
Радиотелескоп Ути расположен в Мутораи, недалеко от Ути, на юге Индии. Он является частью Национального центра радиоастрофизики (NCRA) Института фундаментальных исследований Тата (TIFR), который финансируется правительством Индии через Министерство атомной энергии. Радиотелескоп представляет собой цилиндрическую параболическую антенну длиной 530 метров (1740 футов) и высотой 30 метров (98 футов). Он работает на частоте 326,5 МГц с максимальной полосой пропускания 15 МГц на передней панели.

## Конструкция
Радиотелескоп Ути был разработан и изготовлен с использованием отечественных индийских технологических ресурсов. Строительство радиотелескопа было завершено в 1970 году, и он продолжает оставаться одним из самых чувствительных радиотелескопов в мире. Наблюдения, сделанные с помощью этого телескопа, привели к важным открытиям и объяснению различных явлений, происходящих в Солнечной системе и на других небесных телах.
Отражающая поверхность телескопа изготовлена из 1100 тонких проволок из нержавеющей стали, идущих параллельно друг другу по всей длине цилиндра и закрепленных на 24 управляемых параболических рамах.
Массив из 1056 диполей Герца перед 90-градусным угловым отражателем, образует основной источник питания телескопа. Он имеет угловое разрешение 2,3 градуса x 5,5 секунды.

## История
Конструкция радиотелескопа была спроектирована в июле 1963 года. В качестве подходящего места была выбрана деревня Муторай близ Ути, и строительные работы начались в 1965 году. Строительство телескопа было завершено в 1970 году. Использование началось в 1971 году после ввода в эксплуатацию и калибровки .
ОРТ был модернизирован в 1992 году путем добавления фазированной решетки из 1056 двухполюсников, за каждым из которых следует усилитель с низким уровнем шума GaAsFET (LNA) и четырёхразрядный микрополосковый фазовращатель на штыревом диоде за каждым диполем. Новый источник питания был установлен вдоль фокальной линии подобного параболического цилиндрического отражателя длиной 530 м и шириной 30 м.
Эти нововведения позволили повысить чувствительность УPT более чем в три раза по сравнению с предыдущей версией. Высокая чувствительность системы подачи и большая площадь сбора ОРТ использовались для изучения астрофизических явлений, таких как пульсары, солнечный ветер, линии рекомбинации и протогалактики.
По состоянию на 2017 год УРТ проходит серьёзную модернизацию своей сети приемников, в результате которой появится новая система под названием Ooty Wide Field Array (OWFA). OWFA предназначен для работы в качестве интерферометрической матрицы из 264 элементов и обеспечивает значительно большую мгновенную полосу пропускания, а также поле зрения по сравнению с устаревшей системой приемника УРТ. Это обновление значительно расширит возможности УРТ в области гелиосферных исследований. Кроме того, ожидается, что это обновление также откроет другие направления исследований, особенно в новых областях картирования интенсивности 21 см (8,3 дюйма) и исследований переходных радиоисточников.

## Особенности
Большой размер телескопа делает его очень чувствительным. Например, он в принципе способен обнаруживать сигналы от радиостанции мощностью 1 Вт, расположенной на расстоянии 10 миллионов километров (6,2×106 миль) в космосе. Телескоп расположен на естественном склоне 11°, что соответствует широте местности. Это дает телескопу экваториальную установку, которая позволяет отслеживать небесные источники в течение десяти часов в направлении восток-запад. В направлении север-юг телескоп работает как фазированная решетка и управляется путем изменения градиентов фазы.
Телескоп может работать как в режиме полной мощности, так и в режиме корреляции. В каждом режиме формируется 12 лучей; луч 1 является самым южным лучом, а луч 12 является самым северным. Эти 12-лучевые системы полезны при наблюдениях за обзором неба. Недавно отражающая поверхность ОРТ была отремонтирована. Новый цифровой сервер был создан для ОРТ коллегами из Исследовательского института Рамана (RRI) в Бангалоре.

## Исследования
УРТ получил результаты по радиогалактикам, квазарам, сверхновым и пульсарам, одна долгосрочная программа определила угловую структуру нескольких сотен удаленных радиогалактик и квазаров с использованием метода покрытия.
Применение этой базы данных к наблюдательной космологии предоставило независимые доказательства против теории стационарной Вселенной и поддержало модель Большого взрыва Вселенной.